# جون هارتل
جون هارتل (بالإنجليزية: John Hartle)‏ مواليد 22 ديسمبر 1933 في إنجلترا - الوفاة 31 أغسطس 1968 في شمال يوركشير، إنجلترا، كان متسابق دراجات نارية بريطاني. نافس في سباقات بطولة العالم لفئة 500 سي سي ولفئة 350 سي سي ولفئة 250 سي سي ولفئة 50 سي سي. كما شارك في كأس جزيرة مان السياحية. توفي إثر حادث تعرض له أثناء السباق.